# Кальничка
Кальничка — річка в Україні, в межах Іллінецької міської громади Вінницького району та Дашівської селищної громади Гайсинського району Вінницької області. Права притока Собу (басейн Південного Бугу). Тече через села Кабатня, Василівка, Пархомівка та Кальник. Впадає у Соб за 53 км від гирла. Довжина — 15 км, площа — 84,6 км².

## Галерея

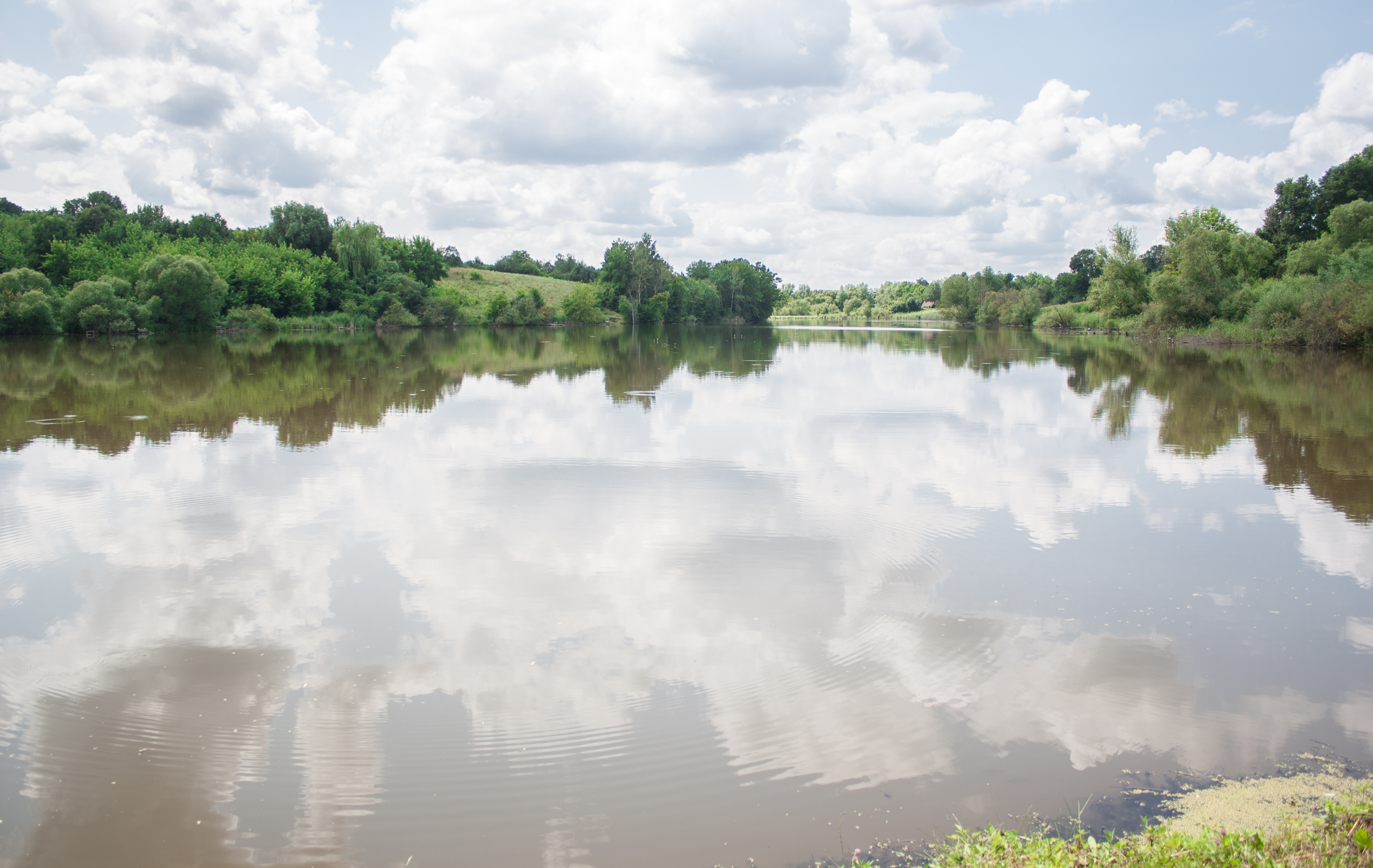
Ставок на річці в селі Пархомівка
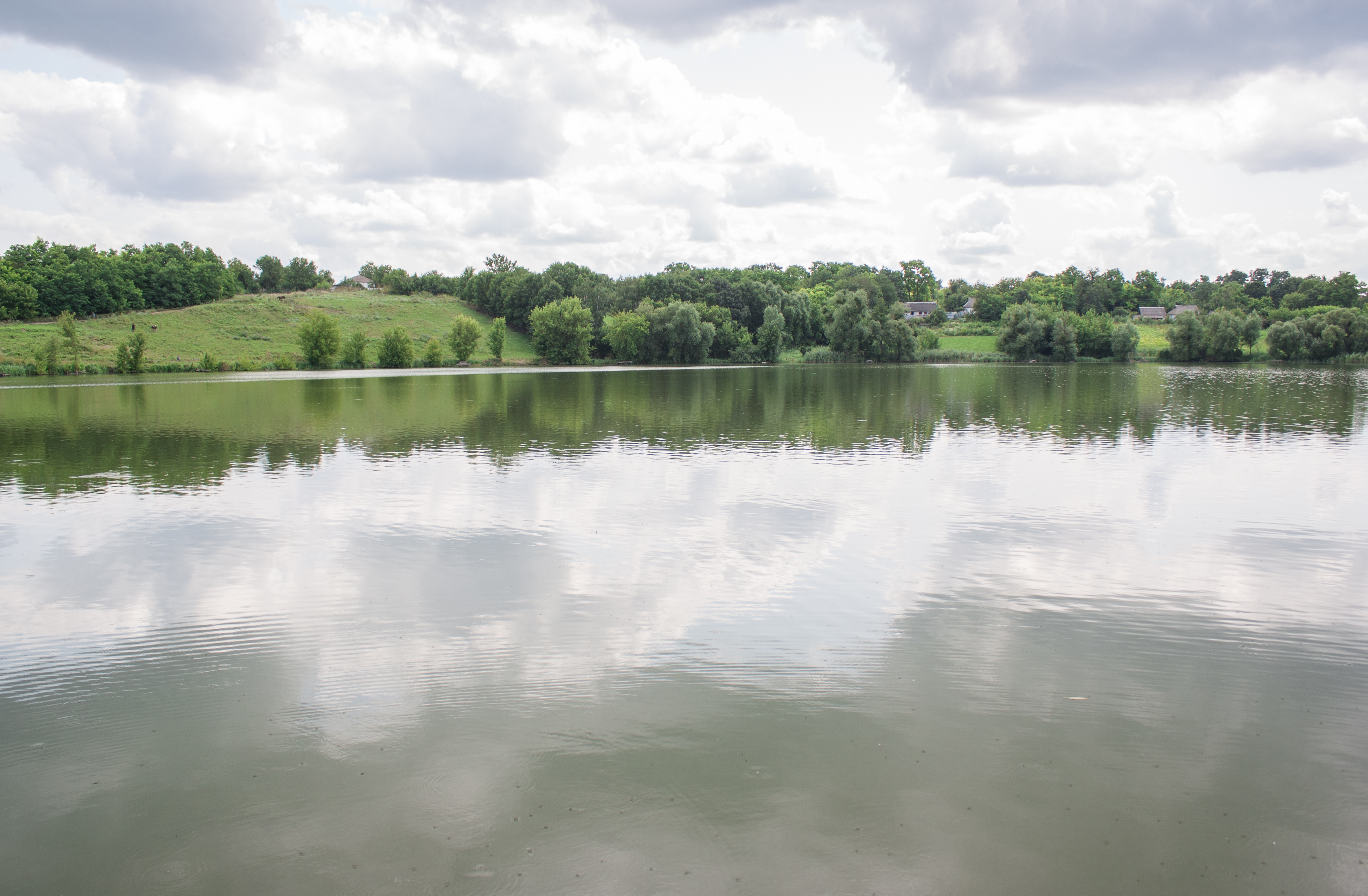
Ставок на річці в селі Кальник